# Greensburg (Kentucky)
Greensburg és una població dels Estats Units a l'estat de Kentucky. Segons el cens del 2000 tenia 2.396 habitants.

## Demografia
Segons el cens del 2000, Greensburg tenia 2.396 habitants, 1.061 habitatges, i 648 famílies. La densitat de població era de 484,3 habitants/km².
Dels 1.061 habitatges en un 24,8% hi vivien nens de menys de 18 anys, en un 43,6% hi vivien parelles casades, en un 14,1% dones solteres, i en un 38,9% no eren unitats familiars. En el 37,1% dels habitatges hi vivien persones soles el 21,3% de les quals corresponia a persones de 65 anys o més que vivien soles. El nombre mitjà de persones vivint en cada habitatge era de 2,12 i el nombre mitjà de persones que vivien en cada família era de 2,75.
Per edats la població es repartia de la següent manera: un 21,5% tenia menys de 18 anys, un 7,7% entre 18 i 24, un 22,1% entre 25 i 44, un 23,4% de 45 a 60 i un 25,3% 65 anys o més.
L'edat mediana era de 44 anys. Per cada 100 dones de 18 o més anys hi havia 71,5 homes.
La renda mediana per habitatge era de 20.556 $ i la renda mediana per família de 29.818 $. Els homes tenien una renda mediana de 26.065 $ mentre que les dones 18.031 $. La renda per capita de la població era de 14.296 $. Entorn del 21,3% de les famílies i el 24,8% de la població estaven per davall del llindar de pobresa.

## Poblacions més properes
El següent diagrama mostra les poblacions més properes.